# .uy
‎.uy‏ دامنه اینترنتی کشور اروگویه است.